# Mangostigmus
Mangostigmus is een geslacht van vliesvleugeligen uit de familie Torymidae. De wetenschappelijke naam van dit geslacht is voor het eerst geldig gepubliceerd in 1986 door Boucek.

## Soorten
Het geslacht Mangostigmus omvat de volgende soorten:
- Mangostigmus amraeus (Chandy Kurian, 1953)
- Mangostigmus bengalicus Narendran & Sudheer, 2004
- Mangostigmus malabaricus Narendran & Vijayalakshmi, 2007